# Dieidolycus
Dieidolycus is een geslacht van straalvinnige vissen uit de familie van puitalen (familie) (Zoarcidae).

## Soorten
- Dieidolycus adocetus Anderson, 1994
- Dieidolycus gosztonyii Anderson & Pequeño R., 1998
- Dieidolycus leptodermatus Anderson, 1988